# La Bastide-de-Sérou
La Bastide-de-Sérou ist eine französische Gemeinde mit 972 Einwohnern (Stand: 1. Januar 2022) im Département Ariège in der Region Okzitanien (bis 2015: Midi-Pyrénées). Die Gemeinde gehört zum Arrondissement Saint-Girons, zum Kanton Couserans Est und zum 2016 gegründeten Gemeindeverband Couserans-Pyrénées. Die Bewohner nennen sich Bastidiens.

## Geografie
La Bastide-de-Sérou liegt etwa 15 Kilometer westnordwestlich von Foix am linken Ufer der Arize im Regionalen Naturpark Pyrénées Ariégeoises. Umgeben wird La Bastide-de-Sérou von den Nachbargemeinden Le Mas-d’Azil im Nordwesten und Norden, Gabre im Norden, Aigues-Juntes im Norden und Nordosten, Cadarcet im Osten, Montels im Osten und Südosten, Alzen im Südosten und Süden, Nescus und Larbont im Süden, Esplas-de-Sérou im Süden und Südwesten, Castelnau-Durban im Südwesten, Durban-sur-Arize im Westen sowie Allières im Westen und Nordwesten.
Völlig eingeschlossen wird die Gemeinde Suzan.

## Geschichte
1252 wurde die Bastide gegründet.

## Bevölkerungsentwicklung
| Jahr      | 1962 | 1968 | 1975 | 1982 | 1990 | 1999 | 2010 | 2019 |
| Einwohner | 1028 | 962  | 941  | 962  | 953  | 907  | 958  | 900  |

## Sehenswürdigkeiten

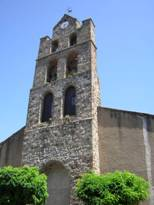
Kirche Saint-Jean-Baptiste

- Kirche Saint-Jean-Baptiste